# Jean-Pierre Bourguignon
Jean-Pierre Bourguignon (Lió, 21 de juliol de 1947) és un matemàtic francès especialitzat en la geometria diferencial i les seves aplicacions en física matemàtica. Durant el període 2013-2021 va ser president del Consell Europeu d'Investigació.

## Biografia
Des de 1966 va estudiar a l'École Polytechnique on acabaria graduant-se i on, més endavant, entre 1986 i 2012, exerciria com a professor de matemàtiques, ensenyar càlcul variacional entre 1986 i 1994 i, posteriorment, la relativitat general fins a 2012, quan va ser substituït per Jeremiah Szeftel. El 1969 va ingressar al CNRS. Entre els anys 1972 i 1973 va estar als EUA. El 1974 es va doctorar en Matemàtiques per la Universitat de París. Del 1990 al 1992 va ser president de la Société mathématique de France i entre 1994 a 1998 va ser el segon president de la European Mathematical Society. Des de 1994 fins al 2013 va dirigir l'Institut des Hautes Études Scientifiques (IHÉS). Es va incorporar al Comitè d'Etica del CNRS el 1999, i des del 2007 fins al 2011 va ser el seu president. Finalment, poc després de deixar el càrrec de director del IHES, el 25 de novembre de 2013 fou nomenat president del Consell Europeu d'Investigació, càrrec que desenvolupa des de gener de 2014 per un període inicial de 4 anys.
Ha estat membre dels consells científics de diverses institucions d'Europa i del món. Així, ha estat membre de l'Academia Europaea des de 1995 i des de 2002 membre estranger de la Reial Acadèmia Espanyola de Ciències. 1990-1992 va ser president de la Societat Matemàtica francesa (Société Mathématique de France) i 1995 i 1998, la Societat Matemàtica Europea (EMS). 1994-2001 va ser el Consell Assessor Científic de l'Institut de Recerca Matemàtica d'Oberwolfach 1997-2004 en el Consell Assessor Científic de l'Institut Internacional Erwin Schrödinger per a la física matemàtica a Viena i des de 2001 en el qual l'Institut de Bernoulli de l'École Polytechnique Fédérale de Lausanne.
La seva àrea de recerca és la geometria diferencial, l'anàlisi global i els aspectes matemàtics de les teories físiques. Entre altres temes, s'ha ocupat de les estimacions geomètriques diferencials dels valors propis de l'operador Laplace-Beltrami en múltiples, la geometria de les manifestacions de Kähler i les geometries de Finsler. També aborda aspectes matemàtics de la teoria general de la relativitat i la teoria de Yang Mills.
La seva activiat de divulgació científica ha inclòs, també, la participació en la creació de pel·lícules i documentals educatius relacionats amb les matemàtiques. Així, el 1987 va guanyar un premi al Festival Internacional de Cinema de Ciència de Palaiseau per "Tambour - què dis tu?". Una altra pel·lícula d'ell és "The New Shepherds Lamp".

## Reconeixements[8]
- Medalla de Bronze del CNRS (1977)
- Prix Langevin de l'Académie des Sciences (1987)
- Premi de radiació francès (1997)
- Membre honorari de la Universitat de Nankai (2001)
- Membre honorari de la Societat Matemàtica de Londres (2005)
- Doctor honoris causa per la Universitat de Keiō (2008)
- Membre honorari de l'associació alemanya de matemàtics (DMV) (2017)